# Academia Minerva

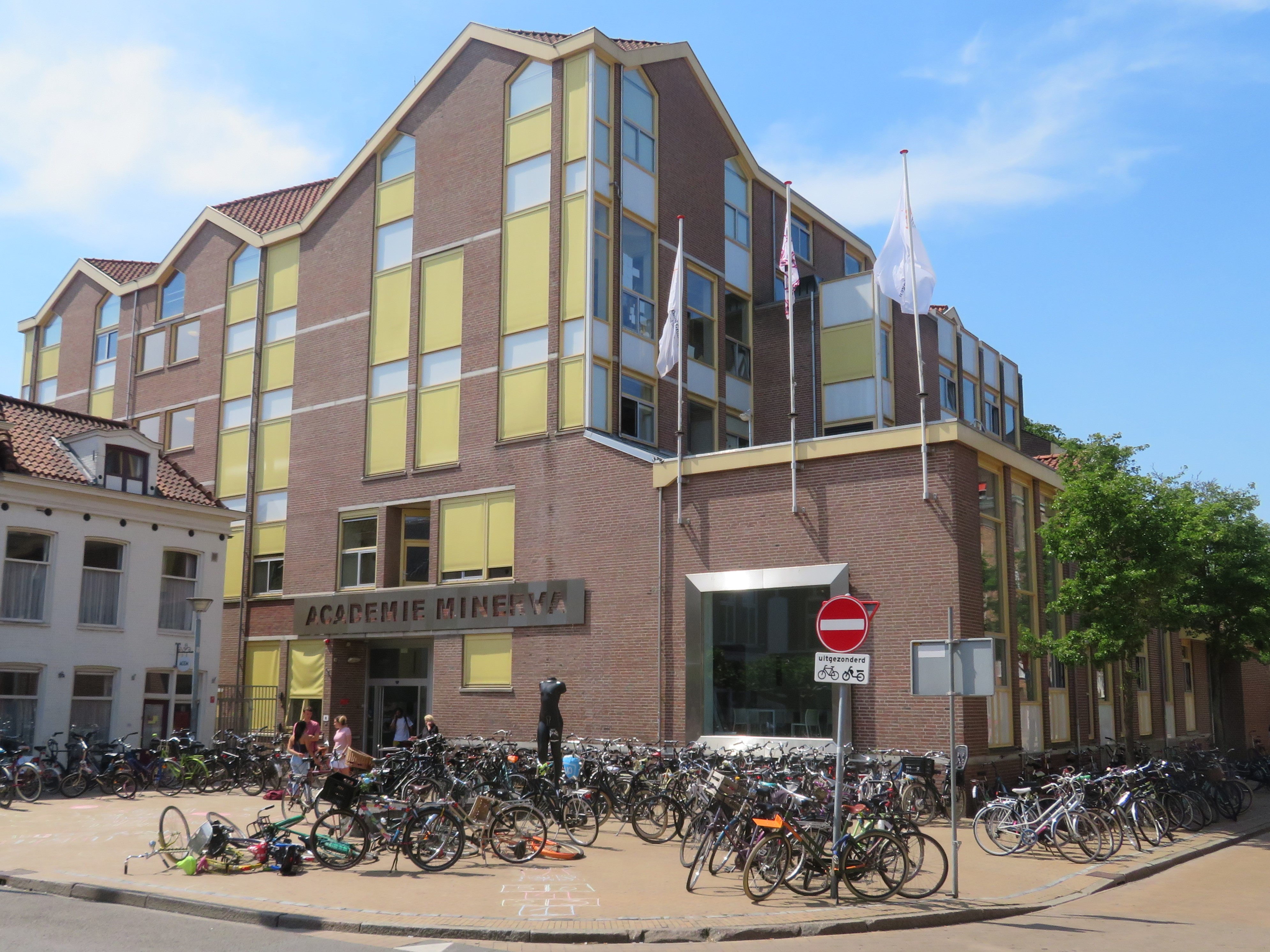
Kunstakademie Academia Minerva en Groningen (Niederlande)

La Academia Minerva es una escuela de arte y forma parte de la universidad de la ciudad de Groninga , la Universidad Hanze de Groninga . La escuela fue fundada en 1798 como una escuela de Dibujo, Construcción y Estudios Marítimos. La Minerva es una academia de formación para el diseño gráfico, el arte autónomo, incluyendo la pintura y la escultura y la docencia de las Artes Visuales Clásicas.

## Artes
Varios miembros del Círculo de Arte de Groninga "De Ploeg" (1918) han estudiado en Minerva. De la cuarta generación de la Academia Minerva surgió el "Grupo de la abstracción figurativa",llamado en forma corta " El Grupo " .
F.H. Bach, Nico Bulder, Otto Eerelman, Wout Muller, Karl Pelgrom, Matthijs Röling y Willem Valk fueron algunos de los profesores de la Academia. 
Entre los antiguos alumnos se incluyen Jan Altink, Nico Bulder, Otto Eerelman, Albert Hahn, Henk Helmantel, Jozef Israëls y Wladimir de Vries. J.H. Egenberger fue uno de los directores.

## Marítima
La Academia Marítima Groningen de Amberes siempre ha sido parte de la Academia. La Academia Marítima de Amberes se fusionó con la Academia "Abel Tasman" de Delfzijl.La Escuela Marítima de Amberes Groninga (De Hogere Zeevaartschool Groningen, en holandés) era una de las escuelas marítimas más grandes , tanto para los grandes buques comerciales (GHV), el pequeño comercio marítimo(HCK) y en la formación de oficial de radiocomunicaciones marítimas. Toda la formación básica y la "calificación" se les enseñó. En los muelles de embarque municipales "Almirante Kinsbergen", ubicado en la calle Estación del Norte, vivieron más de 40 estudiantes durante los dos años de formación básica. En la Academia Minerva era tradición llevar un uniforme de marinero que llevaban los alumnos de la formación básica. Esta academia ha producido muchos oficiales de la marina mercante.